# Морозовка (Нижньогородська область)
Морозовка (рос. Морозовка) — село в Арзамаському районі Нижньогородської області Російської Федерації.
Населення становить 331 особу. Входить до складу муніципального утворення Кириловська сільрада.

## Історія
Від 2009 року входить до складу муніципального утворення Кириловська сільрада.

## Населення
| 1999 | 2002 | 2010 |
| ---- | ---- | ---- |
| 535  | ↘383 | ↘331 |